# Serskampse bossen
De Serskampse bossen (of oud-Smetleedse bossen) in de vallei van de Serskampse beek vormen een bos- en natuurgebied van ongeveer 82 hectare in Wetteren, Wichelen (deelgemeente Serskamp) en Lede in de provincie Oost-Vlaanderen. 

## Beheer en bescherming
Veertig hectare van het gebied is aangekocht door het Agentschap voor Natuur en Bos en wordt beheerd onder de naam 'Vallei van de Serskampse beek'. Natuurpunt beheert D'Heide, het Nonnenbos en de Eetgoedweide. De rest van het bosgebied is privébezit. De Serskampse bossen zijn Europees beschermd als onderdeel van Natura 2000-gebied 'Bossen van het zuidoosten van de Zandleemstreek' (habitatrichtlijngebied BE2300044).

## Geografie
Het gebied bestaat uit een mozaïek van verspreide bossen met namen als Hospiesbos, Paelepelbos, Papeleubos, Koningsbos, Haelbroekbos en Nonnenbos. Verder zijn er kleine landschapselementen zoals houtkanten, poelen en wastines. De Serskampse beek ontspringt nabij de Wichelse wijk Wolfgat op een hoogte van 22 meter, ze heeft een diepe vallei uitgestuurd. De vallei is asymmetrisch, de rechteroever is over het algemeen veel steiler dan de linker en die steile hellingen zijn grotendeels bebost. 

## Flora en fauna
In het gebied groeit bosgeelster, dalkruid, muskuskruid en er komen heiderelicten (sterzegge, draadrus, blauwe knoop, gevlekte orchis, liggende vleugeltjesbloem, tormentil) voor. Ook het 11 hectare grote Hospiesbos heeft een rijke kruidlaag met bosanemoon en wilde hyacint.
In de vallei van de Serskampse beek leven onder andere de blauwvleugelsprinkhaan, kamsalamander, vuursalamander, zwarte specht, havik en wespendief. Voor het behoud en verbetering van de leefomstandigheden van de kamsalamander werden extra poelen gegraven en amfibieëntunnels gebouwd.

## Afbeeldingen

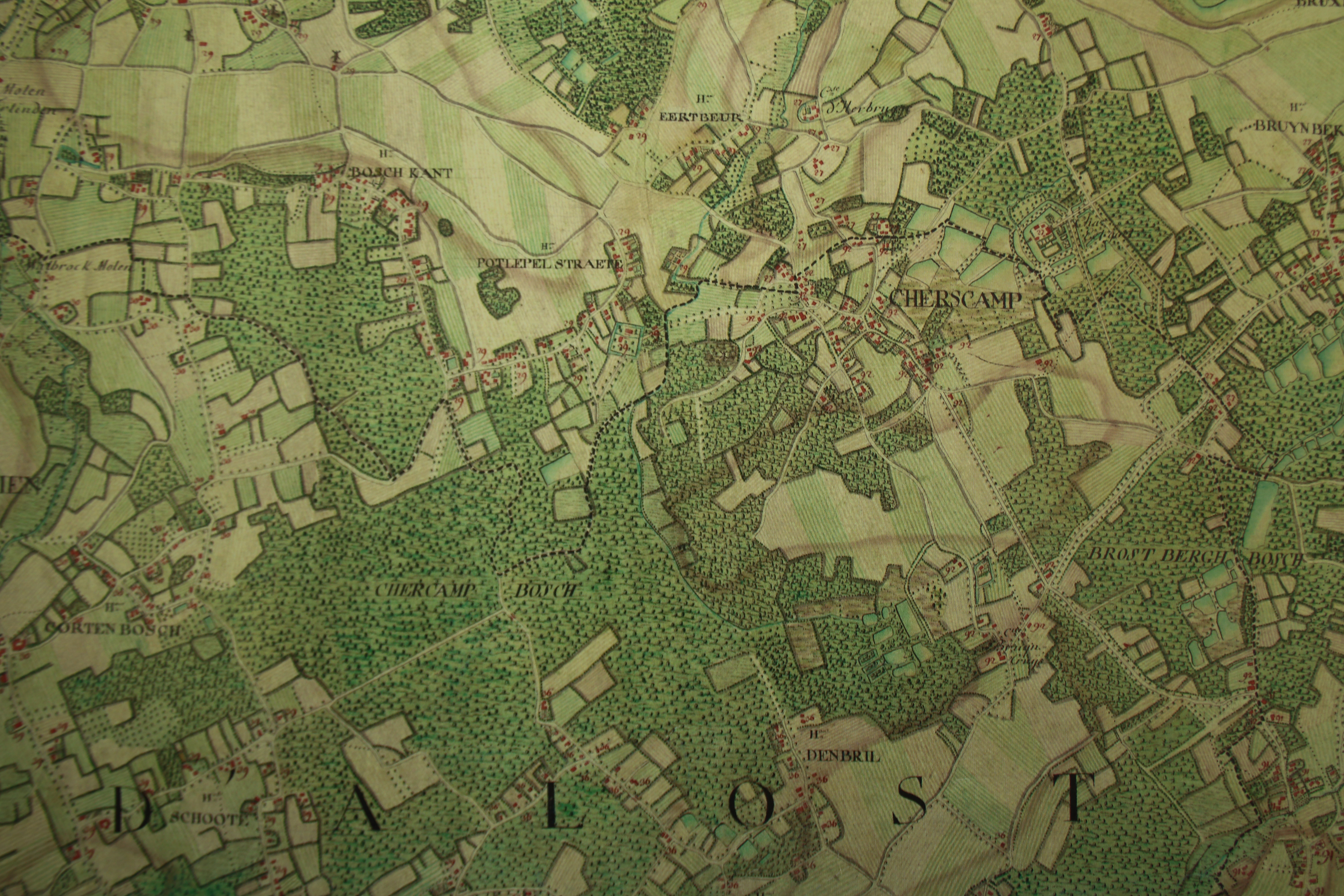
Serskampse bossen op de Ferrariskaart
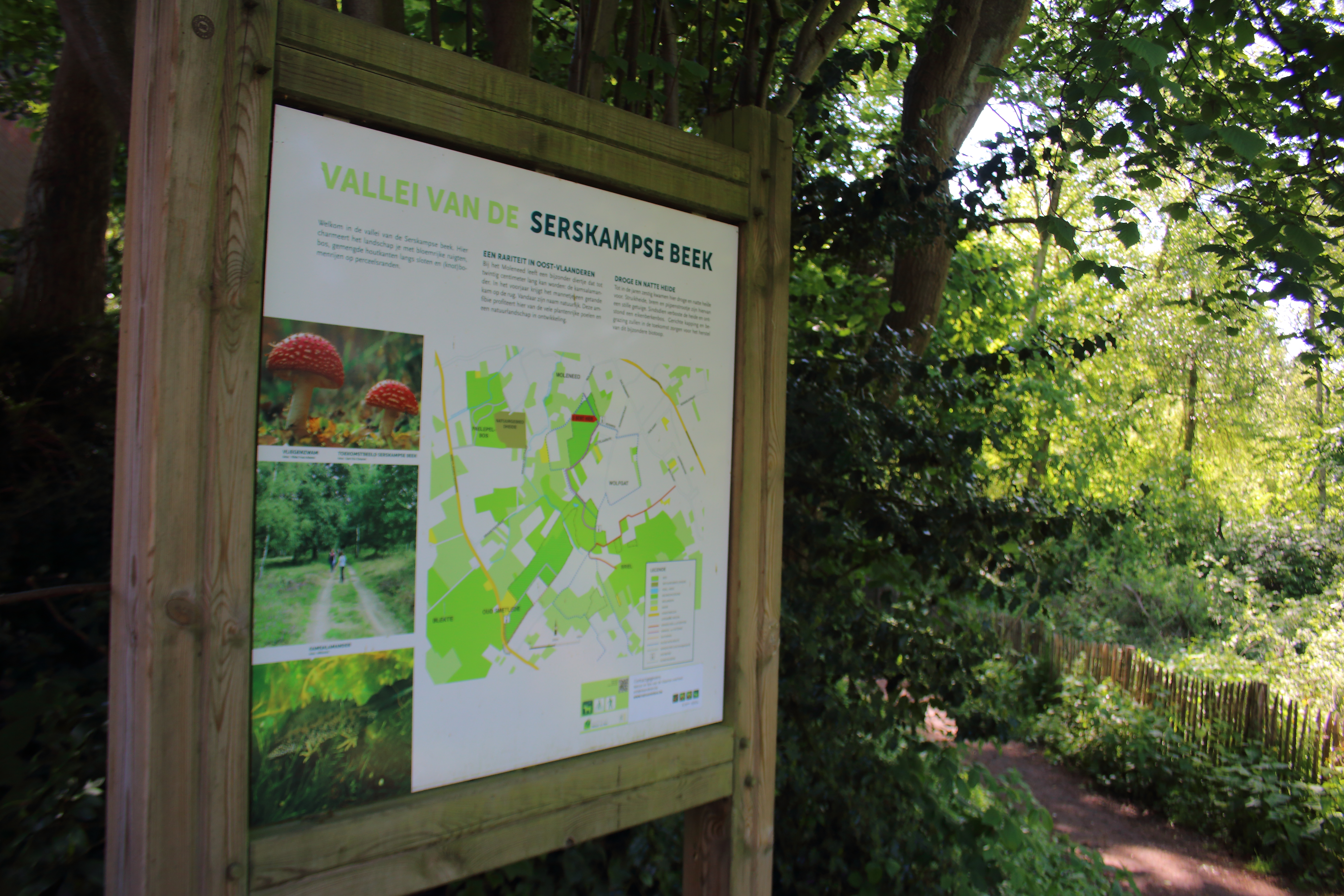
Infobord
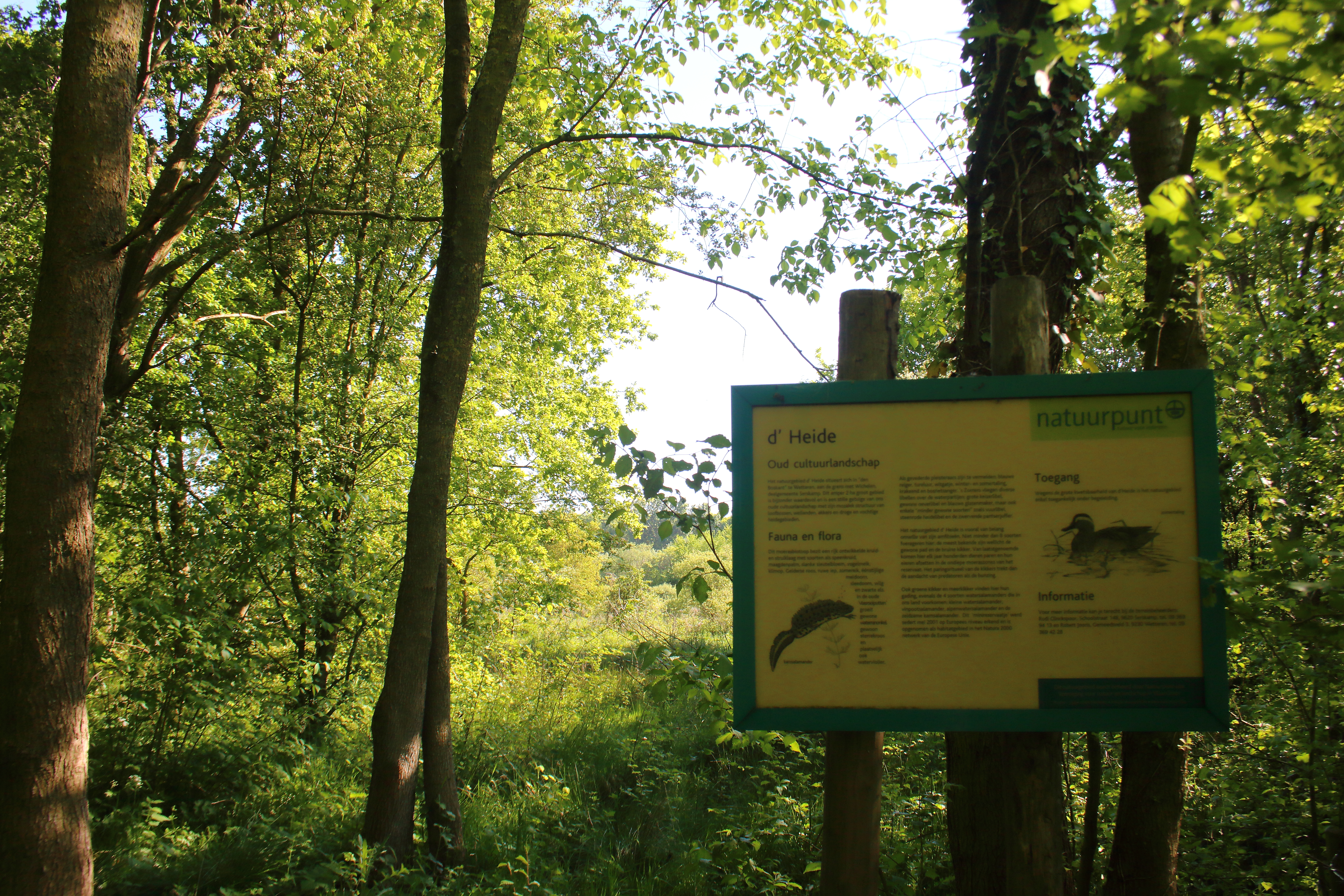
Natuurreservaat d'Heide
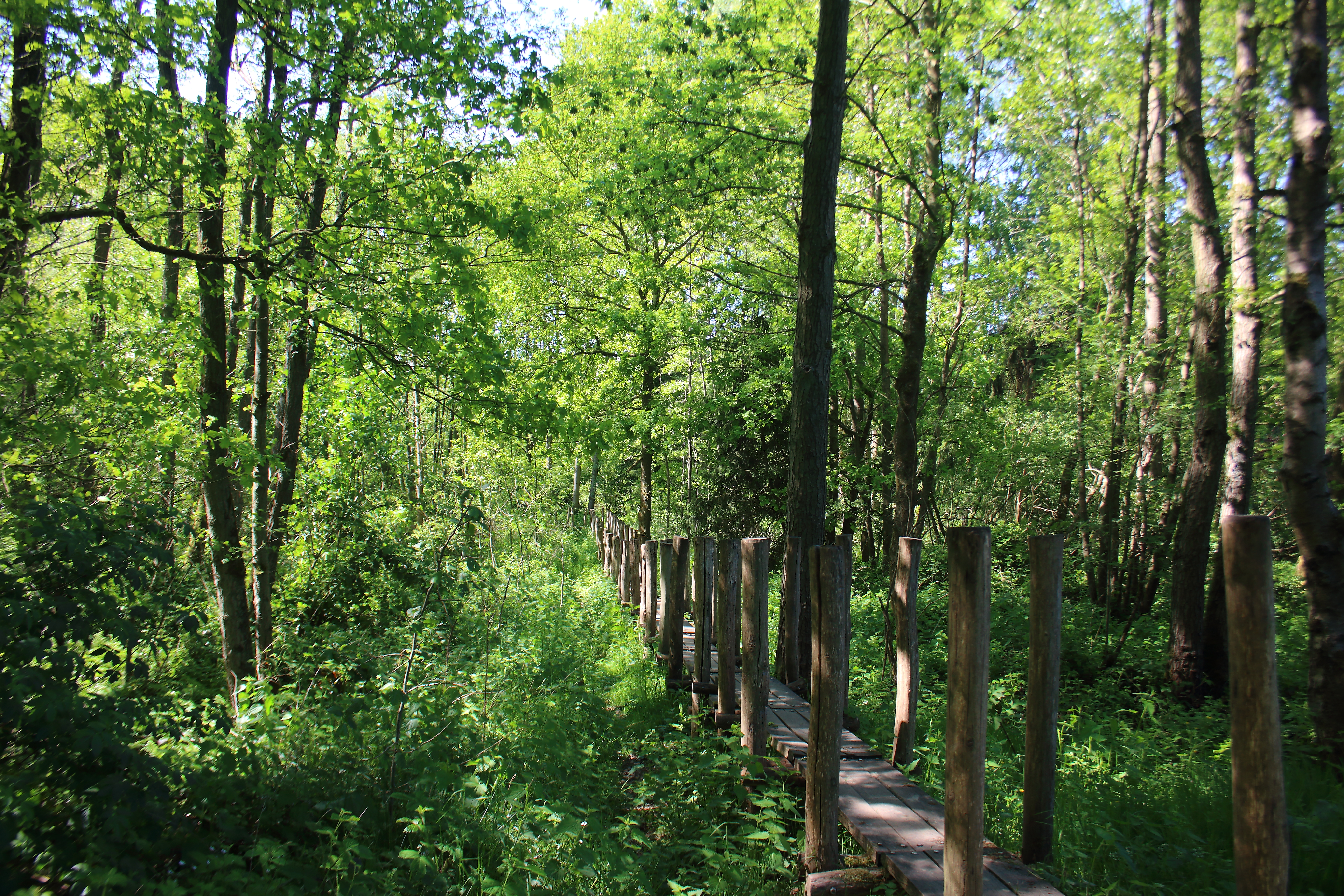
Plankenpad
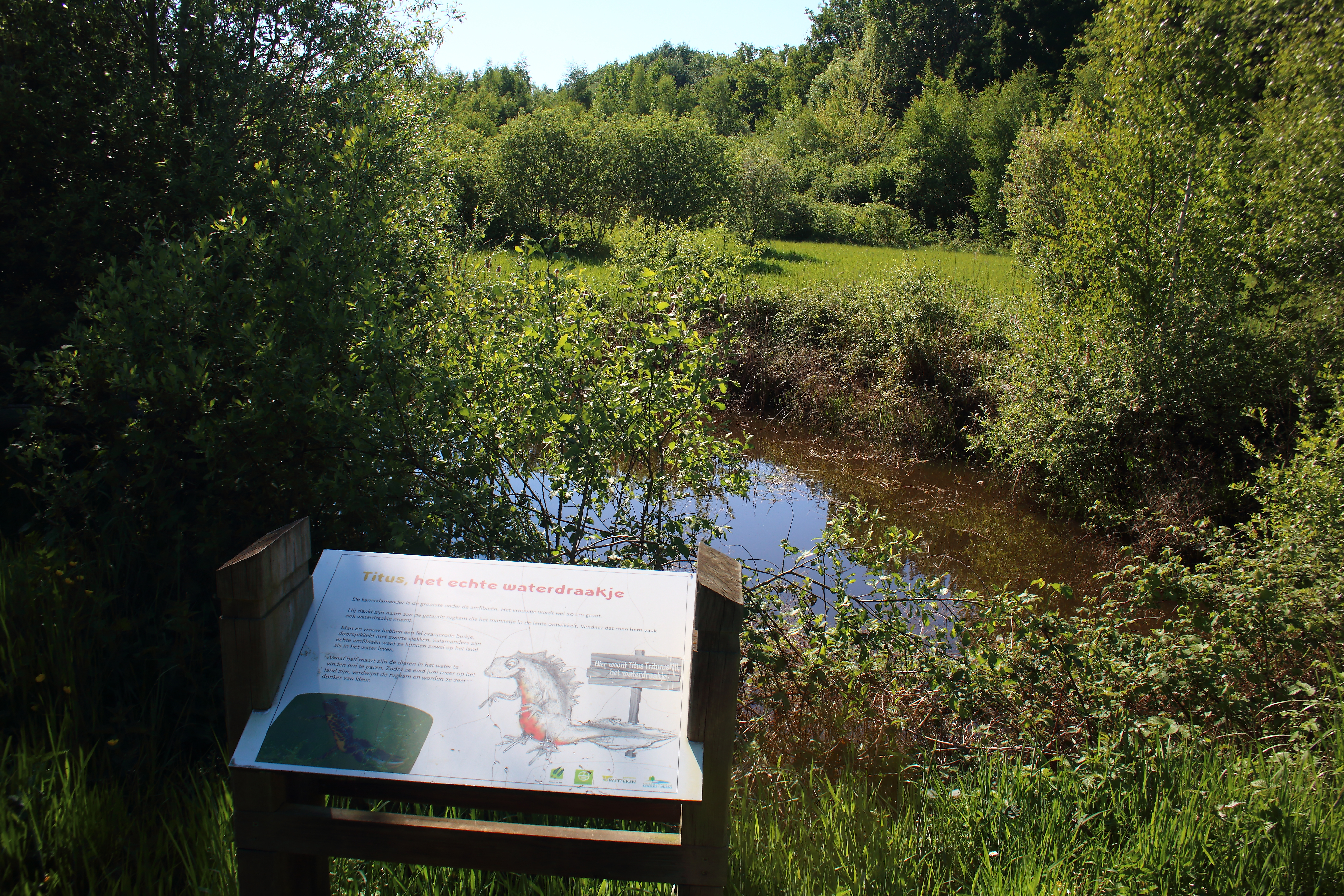
Kamsalamanderpoel in het Paelepelbos